# エース特濃
『エース特濃』（エースとくのう）は、角川書店から発行されていた漫画雑誌。
隔月刊（奇数月発行）で、2003年3月15日に創刊されて2004年7月15日のVol.9で休刊、「comic新現実」へ移行した。『コミックビーム』や『IKKI』のような作家性の強い作品を多く載せていた。

## 連載されていた作品
- イヌネコ。（葉月京）
- 勝つために戦え!（押井守）
- キカイダー02（MEIMU、原作：石ノ森章太郎）
- 甲賀忍法帖・改（浅田寅ヲ、原作：山田風太郎）
- キラーズ（原作：押井守、漫画：杉浦守）
- 木島日記（原作：大塚英志、漫画：森美夏）
- 最近のヒロシ。（田丸浩史）
- SLOW COMIC（木村ひかげ）
- 探偵儀式（原作：清涼院流水、脚本：大塚英志、漫画：箸井地図）
- でりつま（山名沢湖）→まんがタウンオリジナル
- 時をかける少女（ツガノガク、原作：筒井康隆）
- 東京赤ずきん（玉置勉強）→コミックバーズ
- 88の夏休み（森見明日）
- 富士山頂学園（祭丘ヒデユキ）
- Pepper Life（酒井ヒロヤス）
- 目を見て話せ（岩明均）
- RAINY DOGS 紅い足痕 / 犬狼伝説 紅い足痕（杉浦守、原作：押井守）
- MAIL（山崎峰水）
- 黒鷺死体宅配便（山崎峰水）
- 妖怪小戦争（原作：大塚英志、漫画：西島大介）
- 指輪物語（くぼたまこと）※同名の小説とは無関係。

## 実写化
| 作品       | 公開年 | 配給               | 備考 |
| ---------- | ------ | ------------------ | ---- |
| MAIL       | 2004年 | 角川映画           |      |
| イヌネコ。 | 2009年 | ビデオプランニング |      |